# Yamatokōriyama
Yamatokōriyama (japanisch 大和郡山市, -shi) ist eine Stadt in der Präfektur Nara, Japan.

## Geographie
Yamatokōriyama liegt südlich von Nara.

## Geschichte
Kōriyama ist eine alte Burgstadt, in der in der Edo-Zeit nacheinander ab 1615 die Mizuno, 1619 die Okudaira, 1639 die Honda, 1679 Fujii-Matsudaira, ab 1685 wieder die Honda und schließlich ab 1724 die Yanagisawa residierten.
Der Ort erhielt am 1. Januar 1954 Stadtrecht.

## Wirtschaft
Yamatokōriyama ist bekannt für seine Koi-Zucht. Während der Edo-Zeit begannen Samurai diese Zuchtform des Karpfens (Cyprinus carpio) als Nebenerwerb zu kultivieren. Yamatokōriyamas Koi-Zuchtindustrie ist heute die größte in Japan. Aus Interessenmangel seitens der jüngeren Generationen ist diese allerdings rückläufig.

## Sehenswürdigkeiten
- Kongōsen-ji
- Burg Kōriyama

## Partnerstadt
- Kōfu, Hauptstadt der Präfektur Yamanashi

## Weblinks

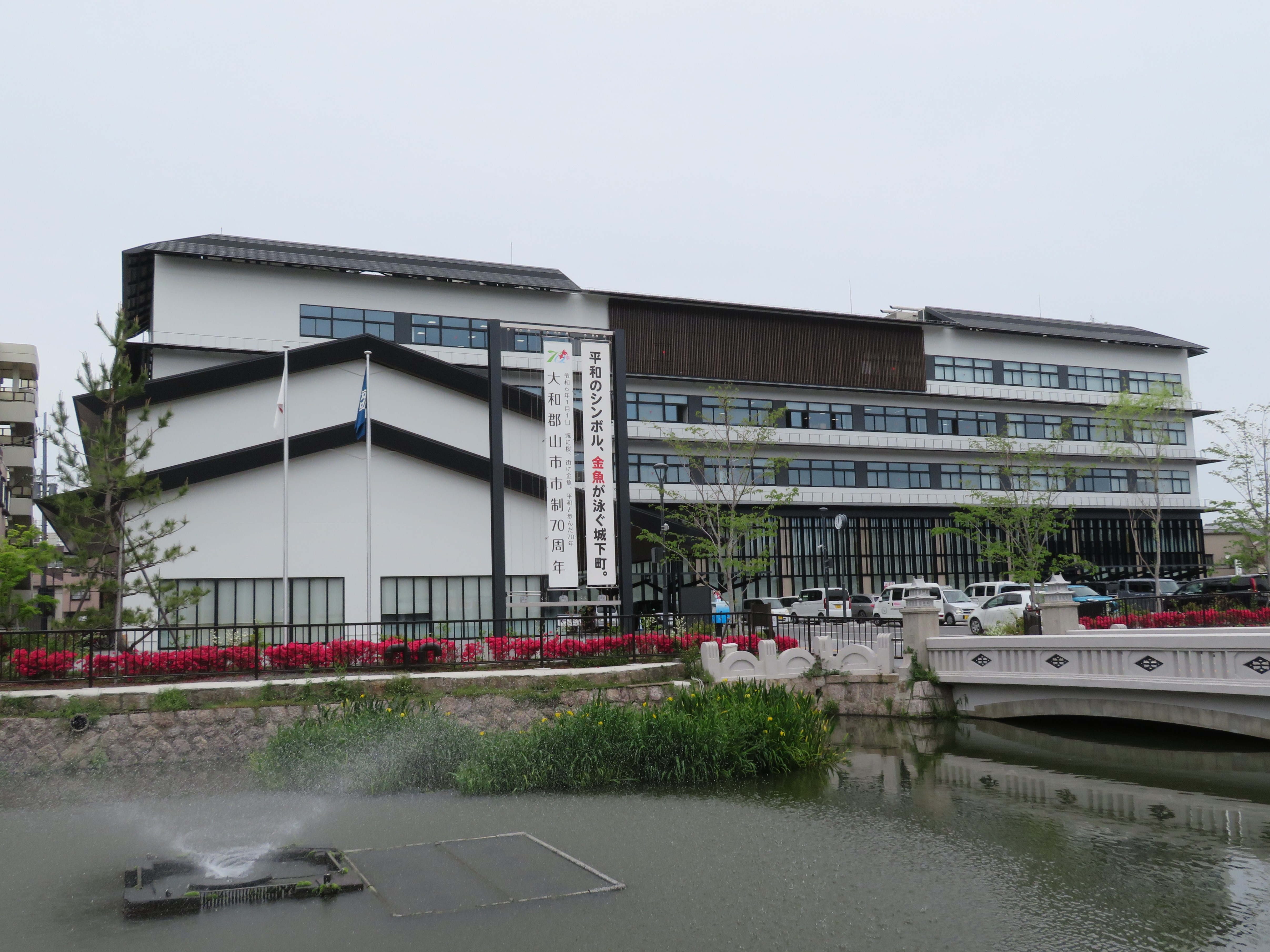
Rathaus von Yamatokōriyama

## Angrenzende Städte und Gemeinden
- Nara
- Tenri
- Ikoma